# Municipio de Saline (Ohio)
El municipio de Saline (en inglés: Saline Township) es un municipio ubicado en el condado de Jefferson en el estado estadounidense de Ohio. En el año 2010 tenía una población de 1353 habitantes y una densidad poblacional de 24,31 personas por km².

## Geografía
El municipio de Saline se encuentra ubicado en las coordenadas 40°33′5″N 80°41′48″O / 40.55139, -80.69667. Según la Oficina del Censo de los Estados Unidos, el municipio tiene una superficie total de 55.66 km², de la cual 54,56 km² corresponden a tierra firme y (1,99 %) 1,11 km² es agua.

## Demografía
Según el censo de 2010, había 1353 personas residiendo en el municipio de Saline. La densidad de población era de 24,31 hab./km². De los 1353 habitantes, el municipio de Saline estaba compuesto por el 98,97 % blancos, el 0,59 % eran afroamericanos, el 0,07 % eran amerindios, el 0,15 % eran de otras razas y el 0,22 % eran de una mezcla de razas. Del total de la población el 0,15 % eran hispanos o latinos de cualquier raza.